# Ștefan Iulius Gavril
Ștefan Iulius Gavril (Brașov, 17 luglio 1989) è un mezzofondista rumeno.

## Biografia
Nel 2003 si trasferisce assieme alla sua famiglia in Italia a Torino dove comincia a praticare le arti marziali e kickboxing. Nel 2011 vince la World Cup Bestfighter (kickboxing) ma negli anni successivi si appassiona all'atletica. Nel 2013 corre la sua prima gara a Torino e dopo sei mesi si trasferisce per motivi di studio e sport in Svezia dove comincia ad allenarsi con profitto nella squadra IFK Umeå. Dal 2016 si trasferisce a correre per il Nice Cote d'Azur Athletisme con una forte progressione nei risultati fino a stabilire il record nazionale dei 10 km nel dicembre 2019 e nel febbraio 2020 quello dei 5 km.
Rappresenta la nazionale rumena ai campionati balcanici e alla Coppa Europa dei 10000 metri dal 2017 in poi.

## Record nazionali
Seniores
- 5 km: 14'06" ( Monaco, 16 febbraio 2020)
- 10 km: 28'53" ( Dakhla, 22 dicembre 2019)

## Palmarès
| Anno | Manifestazione                          | Sede          | Evento       | Risultato | Prestazione | Note |
| ---- | --------------------------------------- | ------------- | ------------ | --------- | ----------- | ---- |
| 2017 | Campionati balcanici                    | Novi Pazar    | 1500 m piani | 6º        | 3'56"93     |      |
| 2017 | Campionati balcanici                    | Novi Pazar    | 3000 m piani | 4º        | 8'34"15     |      |
| 2018 | Campionati balcanici di corsa campestre | Botoșani      | Individuale  | 4º        | 30'12"      |      |
| 2018 | Campionati balcanici di corsa campestre | Botoșani      | A squadre    | Argento   |             |      |
| 2020 | Campionati balcanici di mezza maratona  | Zagabria      | Individuale  | 4º        | 1h07'11"    |      |
| 2020 | Campionati balcanici di mezza maratona  | Zagabria      | A squadre    | Bronzo    | 2h18'32"    |      |
| 2021 | Campionati balcanici di mezza maratona  | Bitola        | Individuale  | 6º        | 1h07'47"    |      |
| 2021 | Campionati balcanici di mezza maratona  | Bitola        | A squadre    | Argento   | 2h13'41"    |      |
| 2022 | Campionati europei di cross             | Venaria Reale | Individuale  | 65°       | 32:42       |      |
| 2023 | Campionati balcanici di mezza maratona  | Bitola        | Individuale  | Bronzo    | 1h07'42"    |      |

## Campionati nazionali
2021
- Bronzo ai campionati rumeni di corsa campestre (Botoșani) - 30'11"
- Oro ai campionati rumeni di corsa campestre (Botoșani), a squadre
- Argento ai campionati rumeni di 10 km (Timișoara) - 30'30"
- Argento ai campionati rumeni di 10 km (Timișoara), a squadre

2022
- Bronzo ai campionati rumeni di 10 km (Bucarest), a squadre
- Bronzo ai campionati rumeni (Târgu Jiu), 5000 m piani - 14'24"78
- Bronzo ai campionati rumeni di corsa campestre (Botoșani) - 29'50"
- Oro ai campionati rumeni di corsa campestre (Botoșani), a squadre

2023
- Argento ai campionati rumeni di 10 km (Bucarest)
- Argento ai campionati rumeni di 10 km (Bucarest), a squadre
- Argento ai campionati rumeni di 21.097 km (Bucarest)
- Argento ai campionati rumeni di 21.097 km (Bucarest), a squadre
- Oro ai campionati rumeni di 5km (Brasov), a squadre
- Oro ai campionati rumeni di Cross (Poiana Stampei), a squadre
- Oro ai campionati rumeni di Cross (Poiana Stampei)

## Altre competizioni internazionali
2019
- 2º nella gara C della Coppa Europa dei 10000 metri ( Londra) - 29'33"44[1]